# Tobias Willi (Fußballspieler)
Tobias Willi (* 14. Dezember 1979 in Freiburg im Breisgau) ist ein ehemaliger deutscher Fußballspieler. Aufgewachsen ist er in der Winzergemeinde Pfaffenweiler bei Freiburg, sein Abitur legte Willi am Faust-Gymnasium in Staufen im Breisgau ab.

## Karriere
Willi begann seine Laufbahn als Fußballprofi 1998 beim SC Freiburg und war bereits in jungen Jahren Stammspieler beim SC in der ersten Bundesliga. Er schlug zu dieser Zeit auch ein Angebot des FC Bayern München aus.
Nach dem Abstieg des SC Freiburg aus der ersten Liga verlor er seinen Stammplatz, so dass er Anfang 2005 zum SV Austria Salzburg wechselte. Nach nur sechs Monaten unterschrieb Willi zur Saison 2005/06 beim Bundesligaaufsteiger MSV Duisburg. Für die „Zebras“ spielte Willi insgesamt 76-mal und stieg mit dem Verein ab, auf und zum Ende der Saison 2007/08 schließlich wieder in die 2. Liga ab. Willi war in Duisburg (wie bereits in Freiburg) Publikumsliebling. Sobald er den Ball berührte, schallte ein lang gezogenes „Williiii“ durch die Duisburger Arena. In Freiburg gaben sein Nachname und die gleichzeitig im Kader stehenden georgischen Spieler Aleksandre Iaschwili und Lewan Kobiaschwili den Fans die Inspiration, bei der Verlesung der Mannschaftsaufstellung zu Spielbeginn allen Spielernamen ein lautes „- willi“ anzuhängen.

## Karriereende
Tobias Willi, der 15-mal für die deutsche U21-Nationalmannschaft auflief, beendete am 1. April 2010 seine Karriere. Nach Verletzungen an beiden Knien und am rechten Sprunggelenk wurde er zum Sportinvaliden. Ab dem 1. Juli 2010 machte Willi eine Ausbildung zum Sport- und Marketingmanager beim MSV Duisburg. Nebenbei begann er ein Studium.